# Jaguar E-Type
Jaguar E-type är en Jaguar-modell tillverkad 1961–1975. Modellen lanserades som en förhållandevis billig sportbil i relation till sin prestanda.
Konceptet tvåsitsig, bakhjulsdriven, liten och lätt kombinerat med en kraftig motor på mellan 3.8 liter (rak sexcylindring motor med tredubbla förgasare) och upp till 5,3 liters V12 gick hem både på racingbanor världen över och på gatorna. Cirka 70 000 bilar har tillverkats.
Modell 3.8 med XK-motor, introducerade i mars 1961 och tillverkades fram till 1964, hade en topphastighet om 240 km/h. Modell 4.2, med rak sexa (1964–1968) fanns som tvåsitsig cabriolet, som en Coupé (Fixed Head Coupé = FHC) och som en "2+2" en Coupé med ett litet baksäte . En detalj på 3.8 liters- och 4.2 liters-modellerna var de tre vindrutetorkarna, på grund av den breda och låga rutan. Modell 4.2 Series II (1969–1970) fick kraftigare kofångare och strypt motor, på grund av avgaslagstiftning i USA. Den strypta versionen fanns för USA export och hade 2 förgasare. Övriga hade samma effekt som tidigare. Modell 5.3 V12 (1971–1974) blev en muskelbil i GT-klassen. Lightweight "E" type byggdes i tolv exemplar för experimentellt och tävlings-bruk. Det har nyligen tagits upp slutproduktion av övriga Lightweights med lediga chassinummer som redan fanns tillgängliga på 1960-talet.
Bilen fanns ej som Roadster.

## Versioner
| Modell       | Motor               | Cylindervolym | Effekt | Bränsle               |
| ------------ | ------------------- | ------------- | ------ | --------------------- |
| Series 1 3.8 | 6-cyl radmotor dohc | 3781 cm³      | 265 hk | 3 st SU förgasare     |
| Series 1 4.2 | 6-cyl radmotor dohc | 4235 cm³      | 265 hk | 3 st SU förgasare     |
| Series 2     | 6-cyl radmotor dohc | 4235 cm³      | 265 hk | 3 st SU förgasare     |
| Series 3     | 12-cyl V-motor ohc  | 5343 cm³      | 272 hk | 4 st Zenith förgasare |

## Bilder

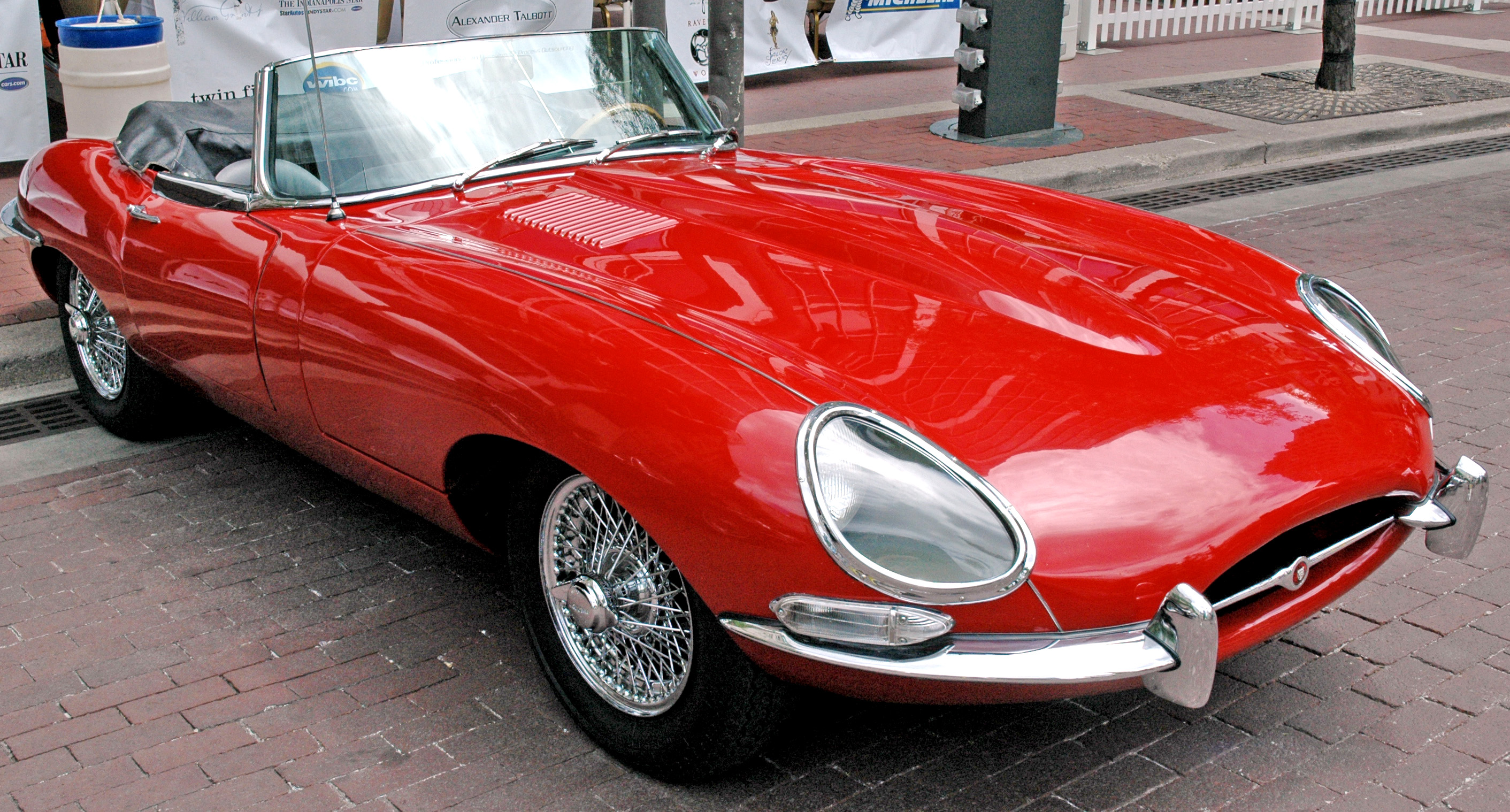
Series I Drop Head Coupe (DHC)
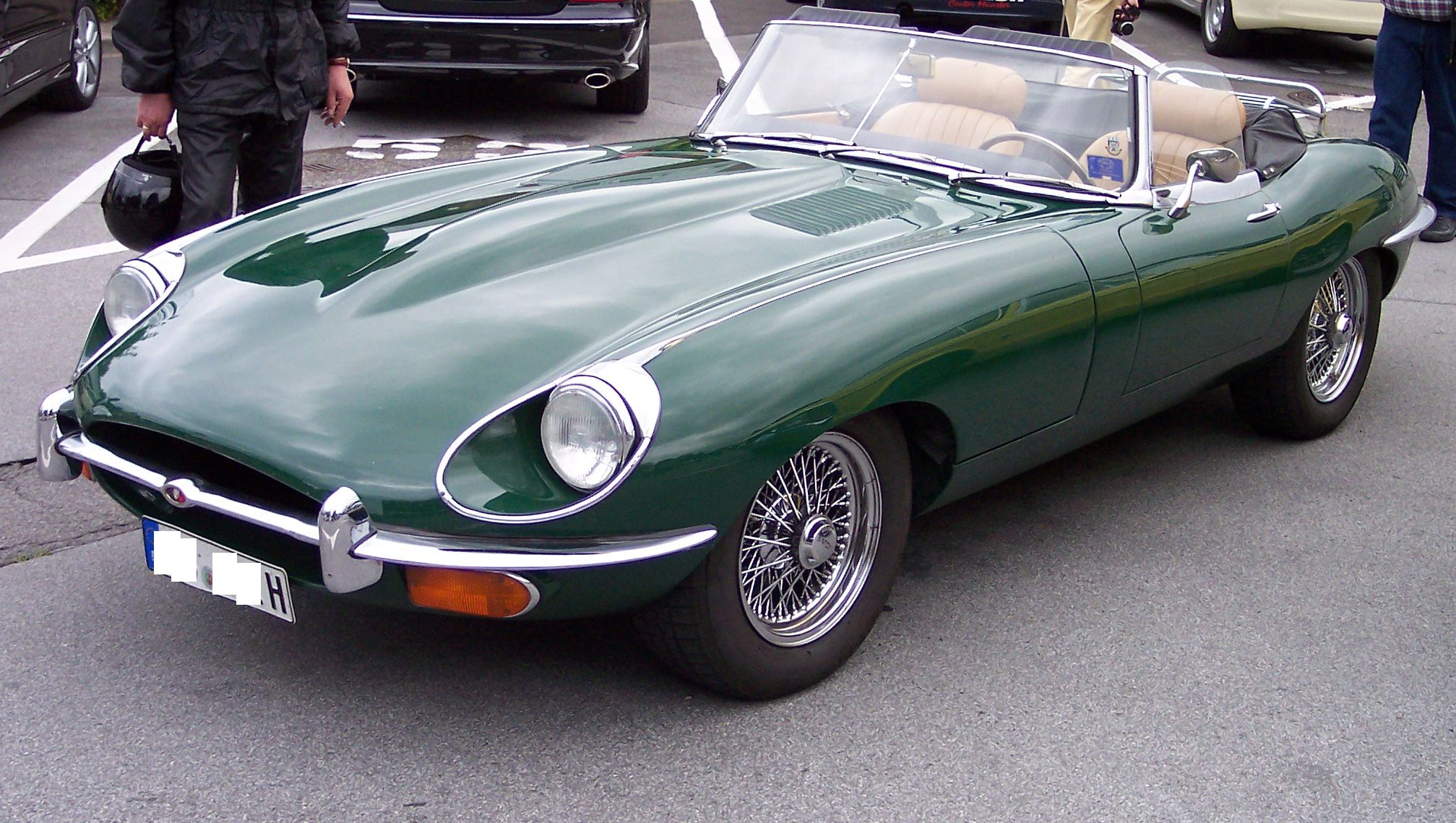
Series II Drop Head Coupe (DHC)
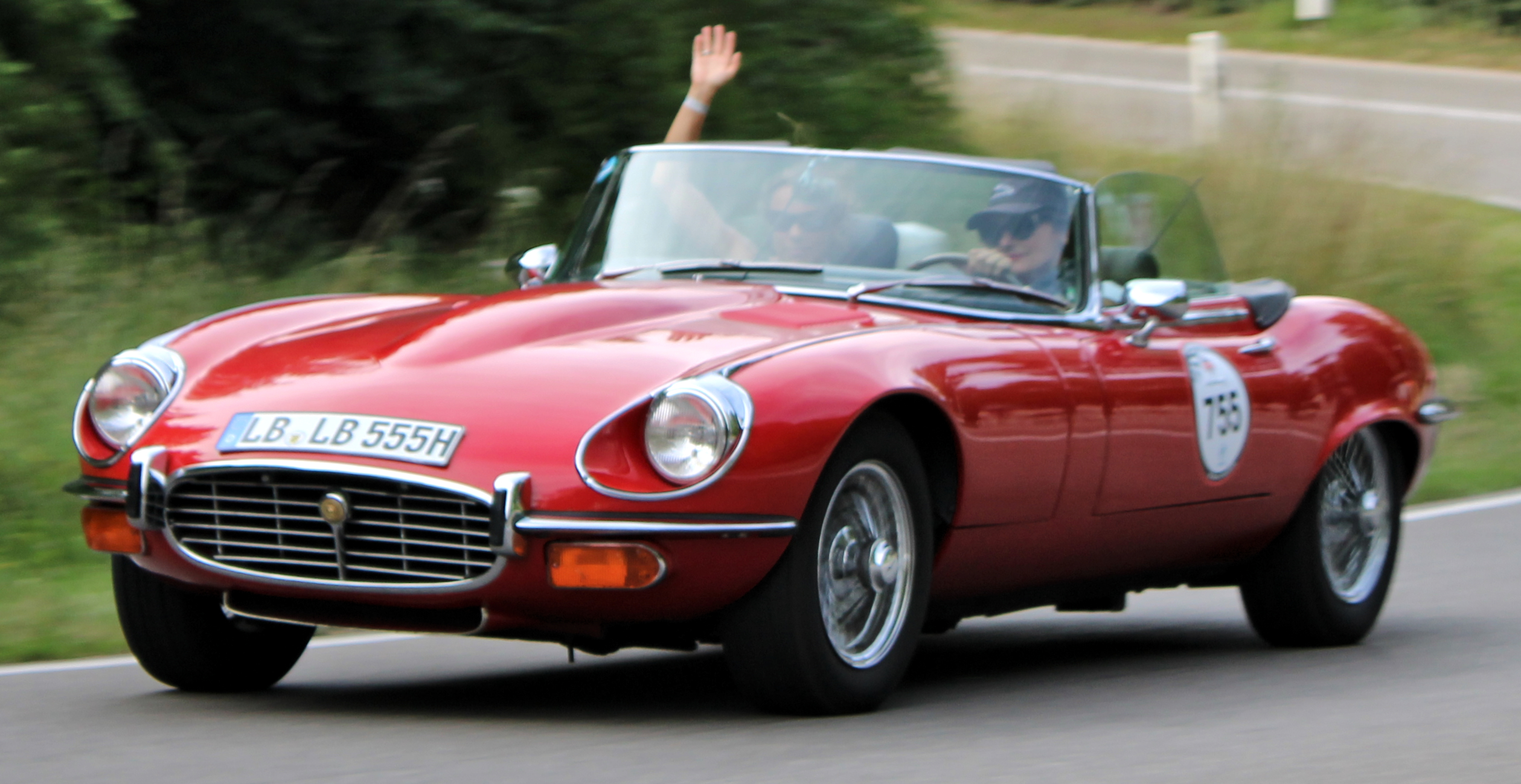
Series III Drop Head Coupe (DHC)